# Férfi rúdugrás a 2015. évi nyári európai ifjúsági olimpiai fesztiválon
A 2015. évi nyári európai ifjúsági olimpiai fesztiválon az atlétikai versenyszámokat Tbilisziben rendezték. A férfi rúdugrás döntőjét július 31.-én rendezték.

## Rekordok
A versenyt megelőzően a következő rekordok voltak érvényben:
| Ifjúsági világrekord | Germán Chiaraviglio (Argentína) | 551 cm |
| EYOF rekord          | Renner Robert (Szlovénia)       | 531 cm |

## Döntő
| H     | Név                        | Nemzet        | 3.90 | 4.10 | 4.30 | 4.45 | 4.60 | 4.70 | 4.92 | 5.00 | E    | Mj       |
| ----- | -------------------------- | ------------- | ---- | ---- | ---- | ---- | ---- | ---- | ---- | ---- | ---- | -------- |
| Arany | Bo Kanda Lita Baehre       | Németország   |      |      |      | o    | xo   | o    | xo   | xxx  | 4.92 |          |
| Ezüst | Taras Shevtsov             | Ukrajna       |      |      |      | o    | o    | xxx  |      |      | 4.60 | yc 125.5 |
| Bronz | Riccardo Klotz             | Ausztria      |      | o    | o    | xo   | o    | xxx  |      |      | 4.60 | PB       |
| 4     | Isidro Leyva Donayre       | Spanyolország |      | o    | xo   | xo   | xxo  | xxx  |      |      | 4.60 |          |
| 5     | Matti Hyyppa               | Finnország    |      | o    | xo   | xo   | xxx  |      |      |      | 4.45 | SB       |
| 6     | Sondre Mogens Guttormsen   | Norvégia      |      | o    | o    | xxx  |      |      |      |      | 4.30 |          |
| 7     | Simonváros Csanád          | Magyarország  | xo   | xo   | o    | xxx  |      |      |      |      | 4.30 |          |
| 8     | Rok Dobersek               | Szlovénia     |      |      | xo   |      | xxx  |      |      |      | 4.30 |          |
| 9     | Daniel Ioannou             | Ciprus        | o    | o    | xxx  |      |      |      |      |      | 4.10 |          |
| 10    | Saba Soselia               | Grúzia        | xxo  | xxo  | xxx  |      |      |      |      |      | 4.10 | SB       |
| -     | Muhammet Hanifi Tanrik Ulu | Törökország   |      | xxx  |      |      |      |      |      |      |      | NM       |
| -     | Jorg Vanlierde             | Belgium       |      |      |      |      |      |      |      |      |      | DNS      |